# Міст Чюрльоніса
Міст Чюрльоніса (лит. Čiurlionio tiltas) — автомобільний міст через річку Німан у Каунасі, Литва. Поєднує центральну частину міста з районами Фреда і Алексотас. Є одним із найширших мостів Литви.

## Розташування
Розташований в створі вулиці М. К. Чюрльоніса, поєднуючи її з проспектом Європи. На лівому березі до мосту підходить вулиця Г. і О. Мінковських. Поруч з мостом на правому березі знаходиться Каунаський залізничний вокзал. Вище за течією знаходиться Каунаський залізничний міст, нижче за течією — Кармелітський міст.

## Назва
Назва мосту походить від назви вулиці М. К. Чюрльоніса, яка, в свою чергу, отримала своє найменування на честь литовського художника і композитора М. К. Чюрльоніса.

## Історія
Будівництво мосту розпочалося в 1991 році і, за планом, мало закінчитися в 1996 році. Однак через нестачу фінансування роботи кілька разів призупинялися.
Проект мосту розроблений петербурзьким інститутом «Ленпромтранспроект», автори проекту — інженери В. Шувалов, Р. Дижнініс (лит. Rimantas Dižninis) та архітектор Ю. Р. Палис (лит. Jurgis Rimvydas Palys). Генеральним підрядником була компанія AB «Kauno tiltai». Урочисте відкриття мосту відбулося 22 жовтня 2002 року в присутності прем'єр-міністра Литви А. Бразаускаса і мера Каунаса Г. Ашміса.

## Конструкція
Міст залізобетонний, нерозрізний, балковий, складається із шести прольотів. Схема розбивки на прольоти: 47,5 + 61,5 + 2x78,5 + 61,5 + 47,5 м (без урахування естакадної частини на правому березі). Пролітна будова мосту складається з 4 головних балок, зібраних із блоків заводського виготовлення та об'єднаних між собою пучками арматури. Опори мосту встановлено на пальовій основі, монолітні, залізобетонні (підвалини і проміжні опори) й металеві (опори естакадної частини на правому березі). Висота проїжджої частини над рівнем води -11,8 м. Загальна довжина мосту складає 475 м, ширина — 29,4 м (із них — ширина проїжджої частини — 24 м і два тротуари по 2,25 м кожен).
Міст призначений для руху автотранспорту та пішоходів. Проїжджа частина складається із 6 смуг для руху автотранспорту. Покриття проїзної частини — асфальтобетон. Тротуари відокремлені від проїжджої частини металевим бар'єрним огородженням. Поручні металеві, з простим малюнком, на правому березі закінчуються цегляним парапетом. На лівому березі облаштовано сходові спуски на нижній ярус набережної. При в'їзді на міст на правому березі з низової сторони на парапеті встановлено меморіальну дошку з інформацією про будівництво мосту.